# Пшап
Пшап (абх. Ԥшьаԥ, груз. ფშაფი) — село в Абхазии, в Гулрыпшском районе частично признанной Республики Абхазия, согласно административному делению Грузии — в Гульрипшском муниципалитете Абхазской Автономной Республики, на берегу Сухумской бухты Чёрного моря, к югу от райцентра — Гулрыпша.

## Население
В 1959 году в селе Пшап жило 515 человек, в основном грузины и армяне. В 1989 году в селе жило 1038 человек, также в основном грузины и армяне. По данным переписи 2011 года численность населения сельского поселения (сельской администрации) Пшап составила 2582 жителей, из них 89,3 % — армяне (2305 человек), 8,1 % — абхазы (209 человека), 1,0 % — русские (26 человек), 0,8 % — грузины (21 человек), 0,4 % — греки (10 человек), 0,2 % — украинцы (4 человека), 0,3 % — другие (7 человек).

## Известные уроженцы
Эльдар Куртанидзе — грузинский борец вольного стиля, двукратный бронзовый призёр летних Олимпийских игр (1996, 2000), двукратный чемпион мира, пятикратный чемпион Европы.